# Solvay

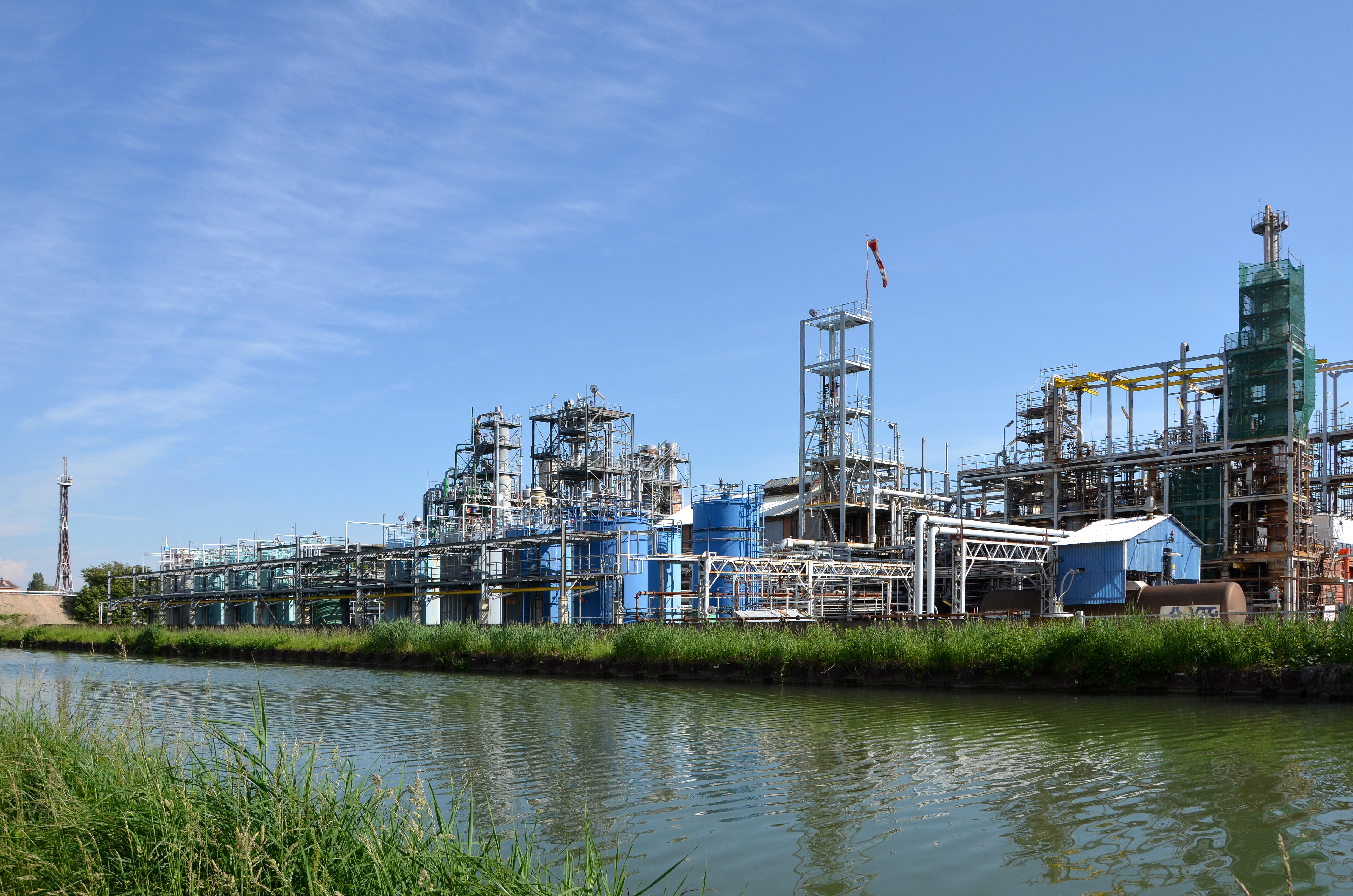
Solvayfabriek in Tavaux (Frankrijk).

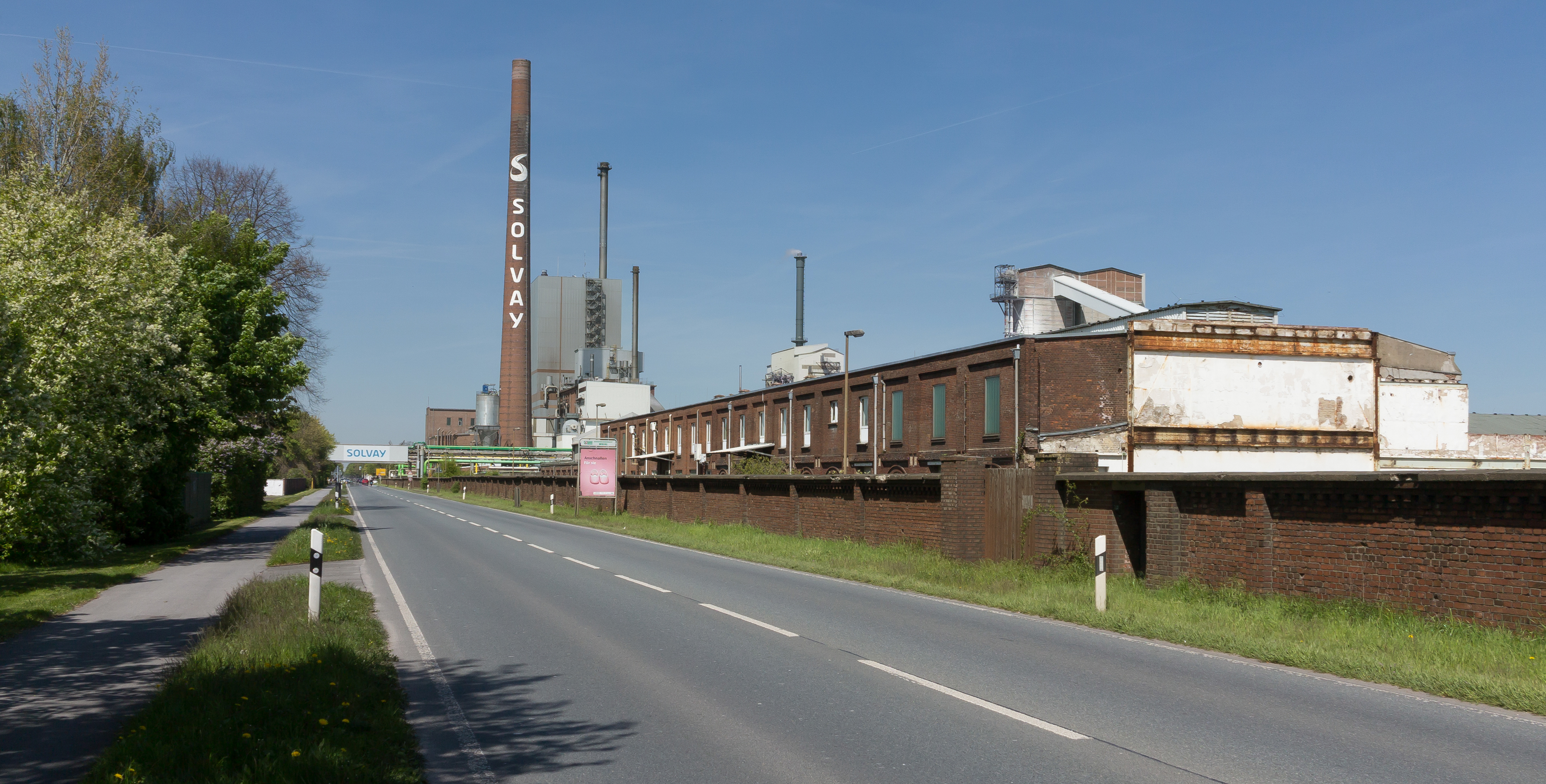
Solvayfabriek in Rheinberg (Duitsland)

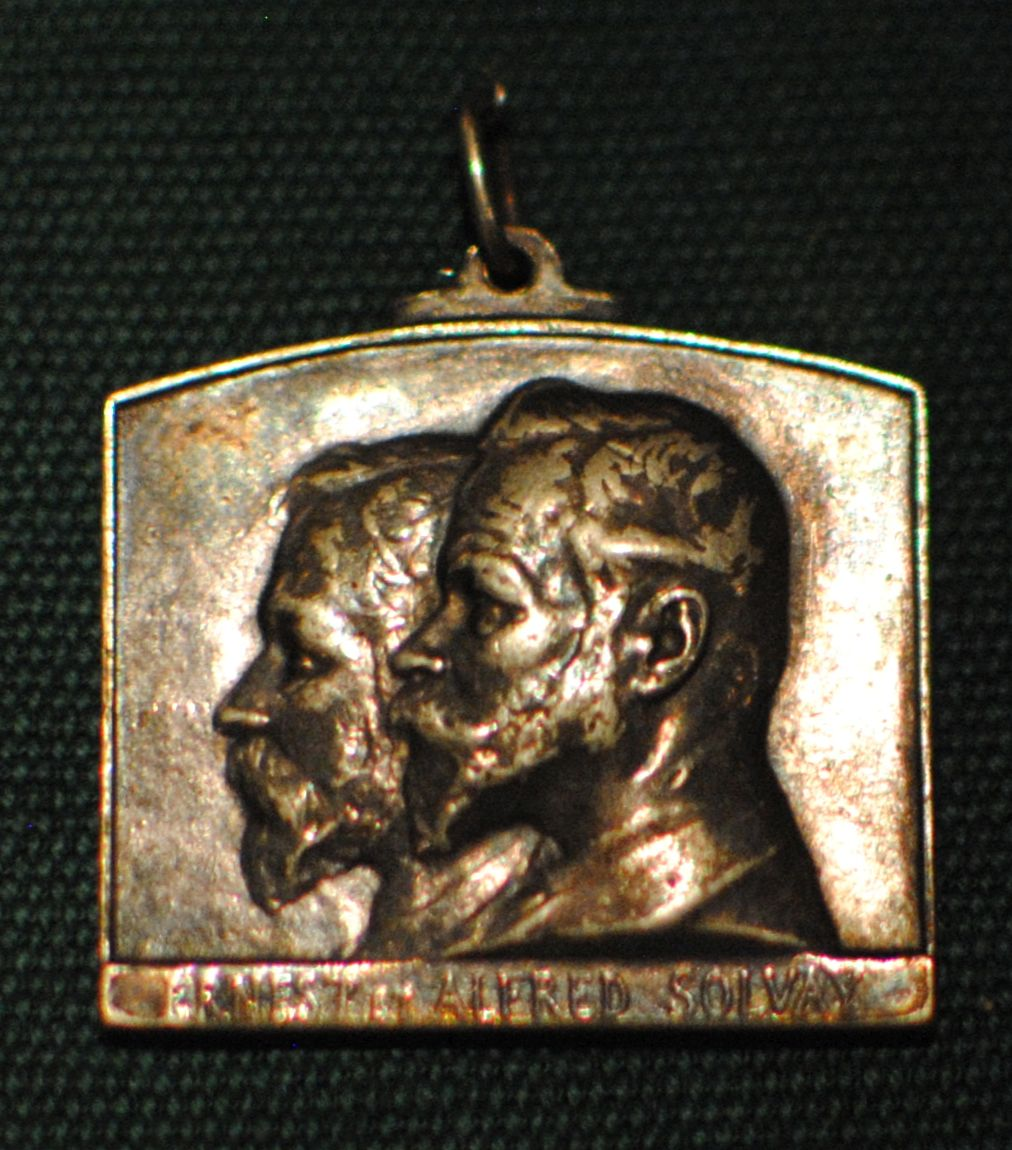
Medaille uit 1913 om het 50-jarig bestaan van Solvay te herdenken met de tekst "Ernest et Alfred Solvay".

Solvay is een Belgische multinational die actief is in de chemie en plastics.

## Activiteiten
Solvay is actief in 61 landen met ruim 22.000 medewerkers in 99 vestigingen. Iets meer dan 2000 medewerkers zijn actief op het gebied van onderzoek en innovatie. De hoofdzetel is in Brussel. In 2022 haalde de groep een geconsolideerde omzet van 13,4 miljard euro in de activiteitssectoren chemie en kunststoffen. In zowel Europa als en Noord-Amerika werd een kwart van de omzet behaald. 
In december 2023 zijn de activiteiten van Solvay gesplitst en is Syensqo opgericht.
Het aandeel is genoteerd op de Euronext Brussels en vanaf 23 januari 2012 ook op de beurs van Euronext Parijs. Het maakt onderdeel uit van de BEL 20. Per 28 maart 2018 had Solvac SA, een beursgenoteerde beleggingsmaatschappij, een aandelenbelang van 30,71% in Solvay.

### Vestigingen in België en Nederland
- In België: Brussel, Gent, Jemeppe-sur-Sambre, Kalmthout, Louvain-la-Neuve, Oudenaarde, Walcourt, Zandvliet
- In Nederland: Herten, Moerdijk

## Geschiedenis

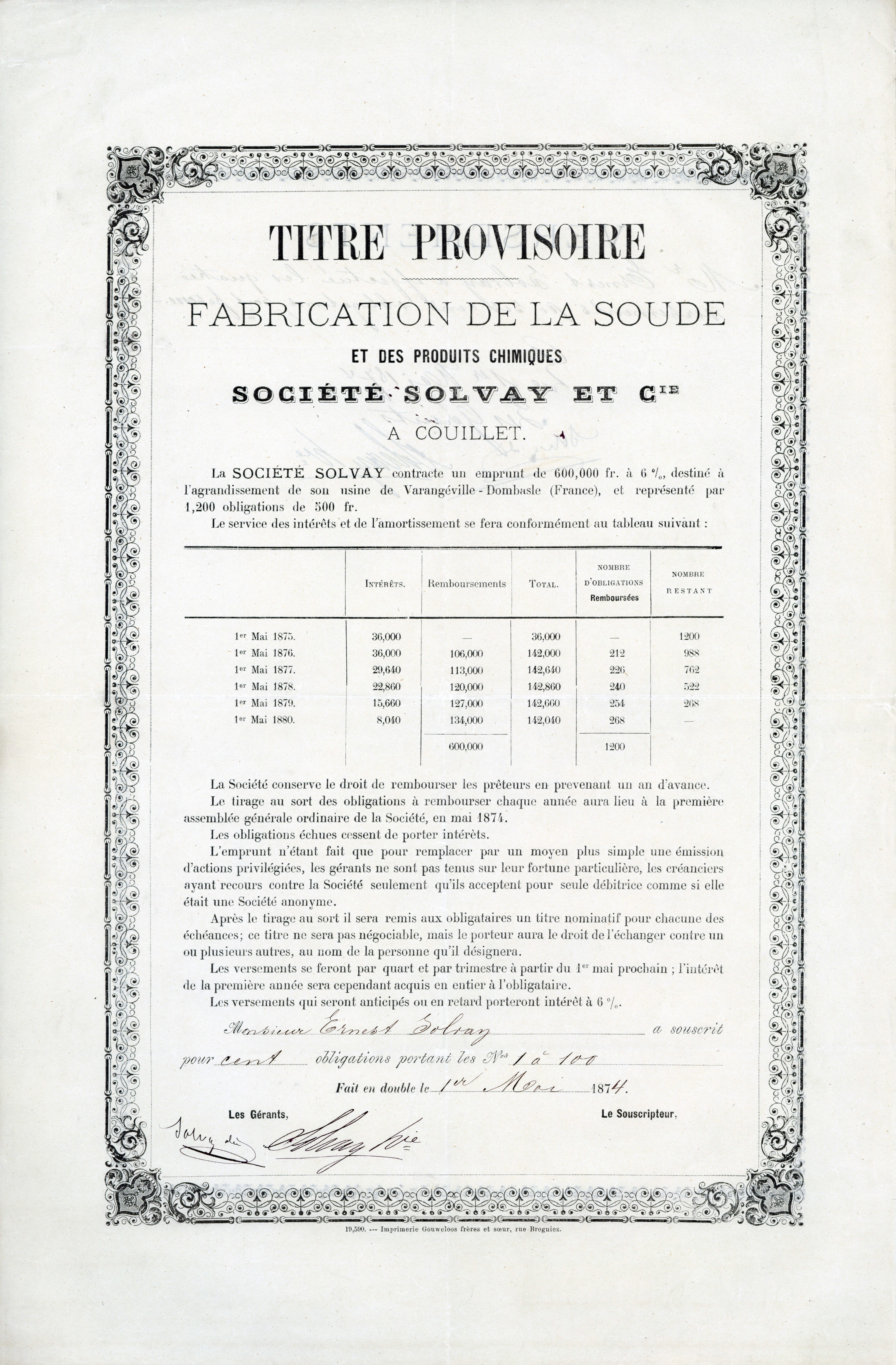
Globaal certificaat voor 100 obligaties nr. 1-100 van Société Solvay & Cie. à 500 frank per stuk, uitgegeven op 1 mei 1874 aan Ernest Solvay en door hem persoonlijk ondertekend als directeur. De obligatie met een rente van 6% en een totaalbedrag van 600.000 frank werd uitgegeven voor de bouw van een fabriek in Dombasle-sur-Meurthe in Frankrijk.

Het bedrijf werd opgericht door de gebroeders Ernest en Alfred Solvay. Ernest had in 1863 een patent genomen op een nieuw productieproces voor Na2CO3 (natriumcarbonaat - vooral bekend als soda) uit NaCl (natriumchloride) en CaCO3 (calciumcarbonaat). Dit proces staat bekend als het Solvayproces en is efficiënter dan het voorheen in zwang zijnde Leblancproces. De eerste (soda-)fabriek van Solvay werd geopend in Couillet bij Charleroi in 1865.
In 1895 werd, samen met Louis Semet, het bedrijf Semet-Solvay opgericht, dat cokesfabrieken exploiteerde alsmede de verwerking van de bijproducten steenkoolgas, steenkoolteer, ammoniak en dergelijke.
Solvay was in de negentiende eeuw een van de weinige ondernemingen die vooruitstrevend waren inzake sociale politiek. Ook bevorderde Solvay sterk het wetenschappelijk onderzoek. Vanaf 1911 werden daartoe de Solvayconferenties gehouden, waarin vooraanstaande geleerden bijeenkwamen.
In 1938 kwam te Herten de Nepakris in bedrijf, een elektrolysebedrijf voor keukenzout.
In april 2009 gaf het management van Solvay aan de medicijntak, goed voor bijna 30% van de omzet, te willen afstoten. In 2010 volgde de verkoop voor 4,5 miljard euro aan het Amerikaanse Abbott Laboratories.
Een jaar later bood Solvay in totaal 3,4 miljard euro om het Franse Rhodia over te nemen. Topman Jean-Pierre Clamadieu van Rhodia wordt vice-topman van de nieuwe groep en zal de CEO van Solvay, Christian Jourquin, opvolgen als hij met pensioen gaat. Rhodia werd in 1998 verzelfstandigd van Franse farmagroep Rhône-Poulenc, die nu deel uitmaakt van Sanofi. Vlak voor de overname had Rhodia een jaaromzet van 5,2 miljard euro en telde 14.000 werknemers. Het maakt materialen voor de autosector, elektronica en aroma's voor voeding en parfums. Samen hebben de twee een omzet van 12 miljard euro en met de overname komt Solvay op de 15e plaats in de wereldranglijst van grote chemiebedrijven.
Medio 2015 nam het bedrijf de Amerikaanse branchegenoot Cytec over voor € 5 miljard. Solvay versterkt hiermee haar positie om hoogwaardige materialen te maken voor moderne lijnvliegtuigen en sportauto's omdat kunststof het staal zal verdringen. Solvay verwacht dat deze markt in omzet zal groeien van € 300 miljoen nu naar € 2 miljard in 2020.
In maart 2016 stapte Solvay uit Inovyn, een joint venture voor de productie van polyvinylchloride (pvc) die het in juli 2015 had opricht met INEOS. Inovyn heeft een jaaromzet van meer dan € 3,5 miljard met in België vestigingen in Antwerpen en Jemeppe-sur-Sambre. De uitstap van Solvay was oorspronkelijk gepland in juli 2018. Solvay wil de activiteiten richten op hoogwaardige polymeren en composietmaterialen. Solvay krijgt van INEOS een vergoeding van € 335 miljoen die zal worden gebruikt voor de aflossing van schulden.
In september 2017 werd de verkoop van de polyamide activiteiten aan BASF bekendgemaakt. De verkoop levert € 1,8 miljard op en Solvay realiseert een winst van € 1,1 miljard. Het past in Solvay’s transformatie naar een gespecialiseerd chemiebedrijf. Met de verkoop gaan 2400 medewerkers over. De Europese Commissie heeft toestemming verleend onder voorwaarden. Uiteindelijk is een deel overgenomen door Domo Chemicals en de rest is - zoals in september 2017 afgesproken - verkocht aan BASF. Deze transacties werden in januari 2020 afgerond.
In december 2023 stemden de aandeelhouders in met het plan om Solvay te splitsen. De traditionele activiteiten, zoals soda, waterstofperoxide en kleefstoffen, gaan verder onder de naam Solvay en worden geleid door Philippe Kehren. De overige activiteiten, zoals de kunststoffen voor elektronica en herlaadbare batterijen, zijn overgegaan naar een nieuw bedrijf met de naam Syensqo (uitspraak: science-co). De producten in Syensqo hebben een hoger groeipotentieel, met Ilham Kadri als bestuursvoorzitter. Solvay gaat verder met 9000 werknemers en een omzet van € 5,6 miljard per jaar. Syensqo begint met 13.200 medewerkers en een jaaromzet van € 7,9 miljard. Op maandag 11 december zijn de aandelen Syensqo op de beurs genoteerd en zijn direct opgenomen in de BEL 20 aandelenindex.

## Bestuur
| Periode     | CEO                   |
| ----------- | --------------------- |
| 1863 - 1922 | Ernest Solvay         |
| 1863 - 1894 | Alfred Solvay         |
| 1894 - 1930 | Armand Solvay         |
| 1930 - 1947 | Louis Solvay          |
| 1947 - 1963 | Ernest-John Solvay    |
| 1964 - 1971 | René Boël             |
| 1971 - 1986 | Jacques Solvay        |
| 1986 - 1998 | Daniel Janssen        |
| 1998 - 2006 | Aloïs Michielsen      |
| 2006 - 2012 | Christian Jourquin    |
| 2012 - 2019 | Jean-Pierre Clamadieu |
| 2019 - 2023 | Ilham Kadri           |
| 2023 -      | Philippe Kehren       |

| Periode      | Voorzitter       |
| ------------ | ---------------- |
| 1971 - 1991  | Jacques Solvay   |
| 1991 - 1998  | Yves Boël        |
| 1998 - 2006  | Daniel Janssen   |
| 2006 - 2012  | Aloïs Michielsen |
| 2012 - heden | Nicolas Boël     |

## Varia
De Solvay-berghut op de Matterhorn in de Zwitserse Alpen is genoemd naar Ernest Solvay, een van de oprichters van het bedrijf, die in 1917 met een donatie de bouw ervan mogelijk maakte. De hut bevindt zich op 4003 m hoogte op de zogeheten normaalroute naar de top via de Hõrnli-graat en is alleen bedoeld voor gebruik bij noodsituaties, niet voor geplande overnachtingen.